# Petropavlivka, Novovoronțovka
Petropavlivka (în ucraineană Петропавлівка) este localitatea de reședință a comunei Petropavlivka din raionul Novovoronțovka, regiunea Herson, Ucraina.

## Demografie
Componența lingvistică a localității Petropavlivka
     Ucraineană (96,68%)
     Rusă (1,94%)
     Alte limbi (0,14%)
Conform recensământului din 2001, majoritatea populației localității Petropavlivka era vorbitoare de ucraineană (96,68%), existând în minoritate și vorbitori de rusă (1,94%) și armeană (1,11%).